# Awagarh
Awagarh è una suddivisione dell'India, classificata come nagar panchayat, di 10.766 abitanti, situata nel distretto di Etah, nello stato federato dell'Uttar Pradesh. In base al numero di abitanti la città rientra nella classe IV (da 10.000 a 19.999 persone).

## Geografia fisica
La città è situata a 27° 27' 26 N e 78° 29' 14 E.

## Società

### Evoluzione demografica
Al censimento del 2001 la popolazione di Awagarh assommava a 10.766 persone, delle quali 5.719 maschi e 5.047 femmine. I bambini di età inferiore o uguale ai sei anni assommavano a 1.808, dei quali 1.007 maschi e 801 femmine. Infine, coloro che erano in grado di saper almeno leggere e scrivere erano 6.945, dei quali 3.954 maschi e 2.991 femmine.